# Kemeneskápolna
Kemeneskápolna község a Nyugat-Dunántúli régióban, Vas vármegyében, a Celldömölki járásban.

## Fekvése
A Kisalföldön, a Ság hegy tövében, a vármegye keleti részén fekszik. A megyeszékhely, Szombathely mintegy 45 kilométerre, a legközelebbi város, Celldömölk körülbelül 10 kilométerre található.
A szomszédos települések: északkelet felől Celldömölk, kelet felől Celldömölk-Izsákfa, dél felől Köcsk, nyugat felől Vásárosmiske, északnyugat felől pedig Mesteri.

### Megközelítése
Közúton a legegyszerűbben Celldömölk felől érhető el, a 8433-as úton. A Celldömölköt Sárvárral összekötő 834-es főútról Nagysimonyi előtt letérve Mesterin keresztül (a 8431-es, majd a 8432-es és a 8456-os úton), a 84-es főútról Gérce-Vásárosmiskén keresztül (a 8432-es, majd a 8433-as úton), illetve szintén a 84-es főútról Borgátánál letérve Egyházashetyén keresztül (a 8415-ös, majd a 8434-es úton) is el lehet jutni a településre.
A közúti tömegközlekedést a Volánbusz autóbuszai biztosítják.
Vasútvonal nem vezet át a településen; a legközelebbi vasúti csatlakozási lehetőség a négy vasútvonal által is érintett Celldömölk vasútállomás, körülbelül 10 kilométerre északkeletre.

## Története
Első írásos említése 1390-ből származik, Kapolnafelde alakban. A török időkben többször is feldúlták a települést - mind a törökök, mind a németek. A Széchy és a Thurzó család birtoka volt, majd 1639-től a Batthyányaké lett. Ők a 18. században az intai uradalmukhoz csatolták.

## Közélete

### Polgármesterei
- 1990–1994: Palotai Gábor (független)[3]
- 1994–1998: Palotai Gábor (független)[4]
- 1998–2002: Antók Zoltán Zsolt (független)[5]
- 2002–2006: Antók Zoltán Zsolt (független)[6]
- 2006–2010: Antók Zoltán Zsolt (független)[7]
- 2010–2014: Marton Anna Janka (független)[8]
- 2014–2019: Marton Anna Janka (független)[9]
- 2019–2022: Csekéné Hóbor Kornélia Ilona (független)[10]
- 2022–2024: Csekéné Hóbor Kornélia Ilona (független)[11]
- 2024– : Csekéné Hóbor Kornélia Ilona (független)[1]

A településen 2020. szeptember 27-én időközi polgármester-választást (és képviselő-testületi választást) kellett tartani, az előző képviselő-testület 2020. július 14-én kimondott önfeloszlatása miatt. Az időközi polgármester-választás nem hozott eredményt szavazategyenlőség miatt. Az új időközi választást pedig 2021. január 24-ére hiába tűzte ki a Nemzeti Választási Iroda, azt a koronavírus-járvány kapcsán elrendelt korlátozások miatt már nem lehetett megtartani. Az időközi választásra végül csak 2022. június 26-án kerülhetett sor; ezen a korábbi faluvezető egyedüli jelöltként indult, s ezáltal vissza is nyerte mandátumát.

## Népesség
2001-ben a lakosok 100 %-a magyarnak vallotta magát.
- 1990: 130 fő
- 2001: 121 fő
- 2009: 88 fő

A település népességének változása:
| Lakosok száma | 95   | 87   | 88   | 112  | 88   | 103  | 103  |
|               | 2013 | 2014 | 2015 | 2021 | 2022 | 2023 | 2024 |

A 2011-es népszámlálás során a lakosok 70,5%-a magyarnak, 9,1% németnek, 1,1% cigánynak mondta magát (29,5% nem nyilatkozott; a kettős identitások miatt a végösszeg nagyobb lehet 100%-nál). A vallási megoszlás a következő volt: római katolikus 56,8%, református 1,1%, evangélikus 12,5% (29,5% nem nyilatkozott).
2022-ben a lakosság 89,8%-a vallotta magát magyarnak, 5,7% németnek, 1,1% egyéb, nem hazai nemzetiségűnek (6,8% nem nyilatkozott; a kettős identitások miatt a végösszeg nagyobb lehet 100%-nál). Vallásuk szerint 26,1% volt római katolikus, 8% evangélikus, 1,1% református, 2,3% felekezeten kívüli (62,5% nem válaszolt).

## Vallás
A 2001-es népszámlálás adatai alapján a lakosság kb. 71%-a római katolikus és kb. 20%-a evangélikus vallású. Kb. 9% ismeretlen vallású, vagy nem válaszolt a kérdésre.

### Római katolikus egyház
A Szombathelyi egyházmegye (püspökség) Kemenesaljai Esperesi Kerületében lévő Gércei plébániához tartozik, mint fília. Római katolikus iskolakápolnájának titulusa: Magyarok Nagyasszonya.

### Evangélikus egyház
A Nyugati (Dunántúli) Evangélikus Egyházkerület (püspökség) Vasi Egyházmegyéjében (esperesség) lévő Alsósági Evangélikus Egyházközséghez tartozik, mint szórvány.

## Természeti értékek
- Sághegyi Tájvédelmi Körzet

## Nevezetességei
- Római katolikus (Magyarok Nagyasszonya-) iskolakápolna.
- Ökumenikus kápolna: 1995-ben épült, a volt tűzoltó szertár és harangtorony átalakításával.